# گودارخی

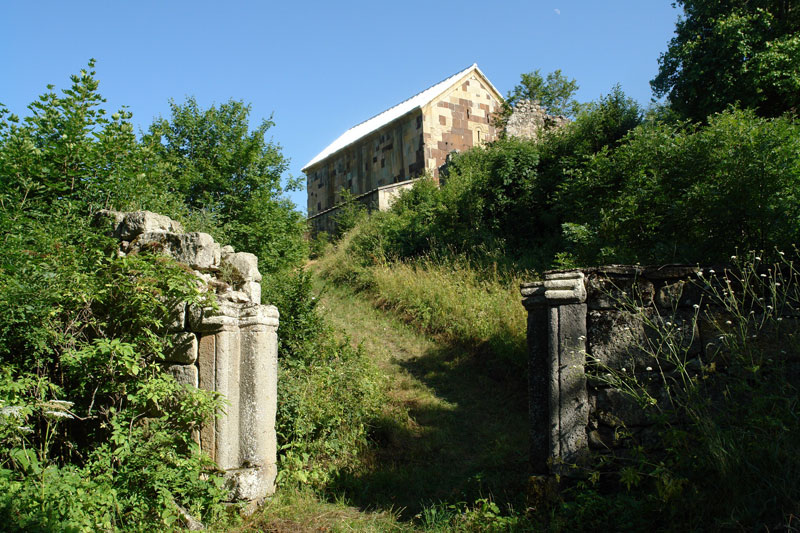
صومعه گودارخی

گودارِخی (گرجی: გუდარეხი) یک روستا در ناحیه کومو کارتلی کشور گرجستان است که به دلیل مجتمع صومعه و محوطه باستان‌شناسی شناخته شده است. این شهرک حدود ۸ کیلومتر تا شهر تتری تسقارو فاصله دارد و در جنوب پایتخت گرجستان، تفلیس واقع شده است.